# Tipula (Sivatipula) bhishma
Tipula (Sivatipula) bhishma is een tweevleugelige uit de familie langpootmuggen (Tipulidae). De soort komt voor in het Oriëntaals gebied.